# Трубкильдино
Трубкильдино (баш. Торопкилде) — упразднённая в 2005 году деревня в Мечетлинском районе Республики Башкортостан Российской Федерации. Входила на год упразднения в состав Новомещеровского сельсовета. Жили башкиры (1959, 1972).

## География
Находилась на левом берегу реки Ай, вблизи впадения её правого притока Большой Ик,  в 27 км от райцентра и 106 км от ж.-д. ст. Сулея (Челябинская область).

### Географическое положение
Расстояние (по данным на 1 июля 1972 года) до:
- районного центра (Большеустьикинское): 7 км,
- центра сельсовета (Новомещерово): 7 км,
- ближайшей ж/д станции (Сулея): 106 км.

## Топоним
Деревня Тропкильде упоминается в записях академика И. И. Лепехина за 1770 г.
Название — от имени первопоселенца Трубкильде; о нём и его сыновьях нет сведений.

## История
Основана в 1765 башкирами Дуванской волости Сибирской дороги на собственных землях.
По данным официального сайта Мечетлинского района, исключена с учёта данных в середине 1990-х годов.
По сведениям справочника «Населённые пункты Башкортостана» исключена из учёта данных между 1989 и 2002. 
Исключёна из учётных данных официально в 2005 году, согласно Закону Республики Башкортостан от 20 июля 2005 года № 211-з «О внесении изменений в административно-территориальное устройство Республики Башкортостан в связи с образованием, объединением, упразднением и изменением статуса населённых пунктов, переносом административных центров».

## Население
В 1795 году на 12 дворах проживали 91 человек, в 1811 было 10 дворов, в 1816 г. 9 (10) дворов и 71 человек, в 1834 г. 12 и 109, в 1859 г. — 19 и 108, в 1870 — 22 и 119, в 1920 г. — 45 и 277, в 1925 было 37 дворов. В 1989 году перепись зафиксировала 4 постоянных жителя.

## Инфраструктура
Жители занимались сельским хозяйством.
Известно, что в 1842 году на 124 человека сеяли 37 четвертей озимого и 180 четвертей ярового хлеба и 24 пуда картофеля. В 1980-е гг.   входила в колхоз имени 50-летия БАССР.
В конце 19 века была мечеть, медресе. 

## Достопримечательности
7 июля 2018 на месте бывшей деревни Трубкильдино торжественно открыт памятный знак